# Eakly (Oklahoma)
Eakly es un pueblo ubicado en el condado de Caddo en el estado estadounidense de Oklahoma. En el año 2010 tenía una población de 	338 habitantes y una densidad poblacional de 482,86 personas por km².

## Geografía
Eakly se encuentra ubicado en las coordenadas 35°18′13″N 98°33′20″O / 35.30361, -98.55556 (35.303547, -98.555436).

## Demografía
Según la Oficina del Censo en 2000 los ingresos medios por hogar en la localidad eran de $27,500 y los ingresos medios por familia eran $32,000. Los hombres tenían unos ingresos medios de $22,500 frente a los $15,000 para las mujeres. La renta per cápita para la localidad era de $15,383. Alrededor del 15.3% de la población estaban por debajo del umbral de pobreza.